# オズボーン・グループ
オズボーン・グループ（スペイン語: Grupo Osborne, 英語: The Osborne Group）は、スペインの非公開会社。シェリーを含むワイン（スペインワイン）・蒸留酒・イベリコ豚関連製品・ミネラルウォーターなどを製造し、レストランを経営している。

## 歴史
1772年、イギリス南部のデボンシャー出身のトマス・オズボーン・マンによって、スペイン・アンダルシア地方カディス県エル・プエルト・デ・サンタ・マリアに、シェリーの醸造会社としてオズボーン社が設立された。Bizaim.comの調査によると、スペインで2番目に歴史の古い企業であり、世界で94番目に歴史の古い企業である。トマス・オズボーンは甥のウィリアム・ゴードンやカディス駐在イギリス大使のジェームズ・ダフらとともに、イギリス市場に向けてシェリーの貿易を開始した。1845年には英国王室から、1856年にはベルギー王室から、1864年にはロシア王室から注文を受けるようになり、1869年にはトマス・オズボーンがローマ教皇のピウス9世より伯爵の位を賜った。日本が1854年に日米和親条約を締結して1859年に横浜港を開港すると、1861年に創刊されたジャパン・ヘラルド新聞の1864年の記事には、オズボーン社の海外向けブランド「ダフ・ゴードン」のシェリーの広告があることから、「バンブーカクテル」に使われたのは同社のフィノ・シェリーと信じられている。その後、二代目伯爵のトマス・オズボーン・ゲサーラは、第一次世界大戦中からブランデーの販売で成功し、三代目伯爵のイグナシオ・オズボーン・バスケスはスペイン国内外で成功した。1956年以降には、オズボーンの雄牛と呼ばれる雄牛の黒いシルエットを模した大型看板を道路脇に設置する広告宣伝活動を行った。この看板は広告という枠を越え、1960年代と1970年代のスペインの象徴となった。1996年にはトマス・オズボーン・ガメロ＝シビコが社長に就任した。

## ブランド
オズボーン・グループは数々のブランドを所有しており、フィーノ・キンタ(Fino Quinta)、マグノ(Magno)、103、トロ(Toro)、コンデ・デ・オズボーン(Conde de Osborne)、ハモネス5J(Jamones 5J)、モンテシーリョ(Montecillo)、オズボーン・マルピカ(Osborne Malpica)、アニス・デル・モノ(Anís del Mono)、ソラン・デ・カブラス(Solán de Cabras)などがある。オズボーン社は本社を置くアンダルシア州カディス県エル・プエルト・デ・サンタ・マリアでシェリーやブランデーを製造している。「ヘレス＝シェレス＝シェリー」(Jerez-Xérès-Sherry)の名称でDO（原産地呼称制度）認定されており、さらに「ヘレスのブランデー」(Brandy de Jerez)の名で特別原産地呼称制度に認定されている。

### テンプラ・タントゥルム
テンプラ・タントゥルム(Tempra Tantrum)はオズボーン社がエル・プエルト・デ・サンタ・マリアで生産しているブドウから作られるワインのブランドである。オズボーン社のシェリー、ブランデー、その他の製品にはオズボーンの雄牛のロゴが用いられる。テンプラ・タントゥルムはマドリードから60km南西にあるトレド県マルピカ・デ・タホのワイナリーで製造され、マルピカ・デ・タホは「ティエーラ・デ・カスティーリャ」に含まれる。
このワイナリーの責任醸造業者はロシオ・オズボーンである。テンプラ・タントゥルムにはスペイン固有種であるテンプラニーリョ種がブレンドされる。このワイナリーは2500エーカーのブドウ畑を持ち、テンプラニーリョ種、カベルネ・ソーヴィニヨン種、シラー種、メルロー種、プティ・ヴェルド種などが栽培されている。

## 歴代社長
- 1837-1854 トマス・オズボーン・マン
- 1854-1890 トマス・オズボーン・イ・ボール・デ・ファベル[2]
- 1890-1935 トマス・オズボーン・ゲサーラ
- 1935-1972 イグナシオ・オズボーン・バスケス
- 1972-1980 アントニオ・オズボーン・バスケス
- 1980-1988 エンリケ・オズボーン・マクパーソン
- 1988-1996 トマス・オズボーン・イ・バスケス
- 1996- トマス・オズボーン・ガメロ＝シビコ

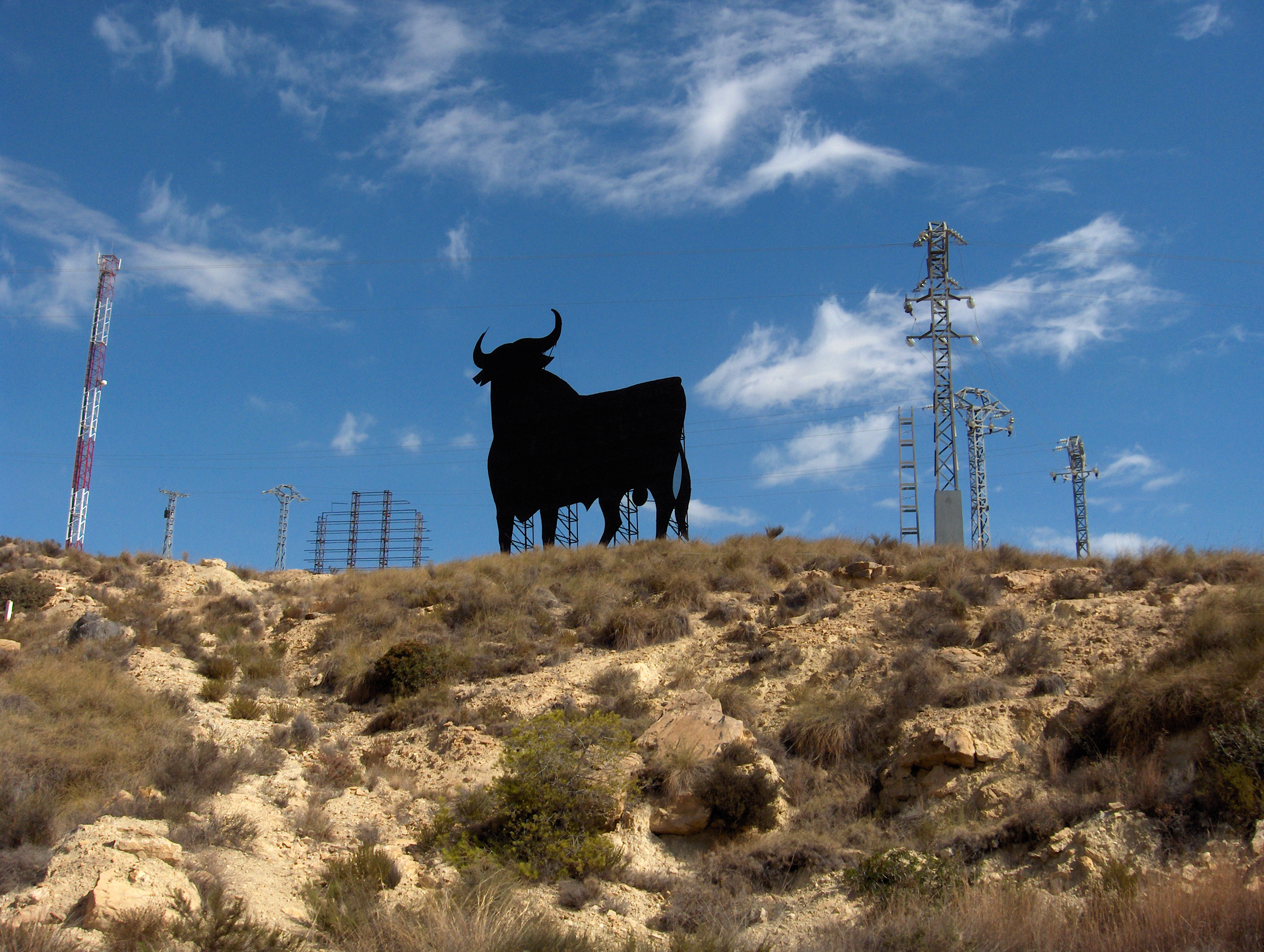
オズボーンの雄牛
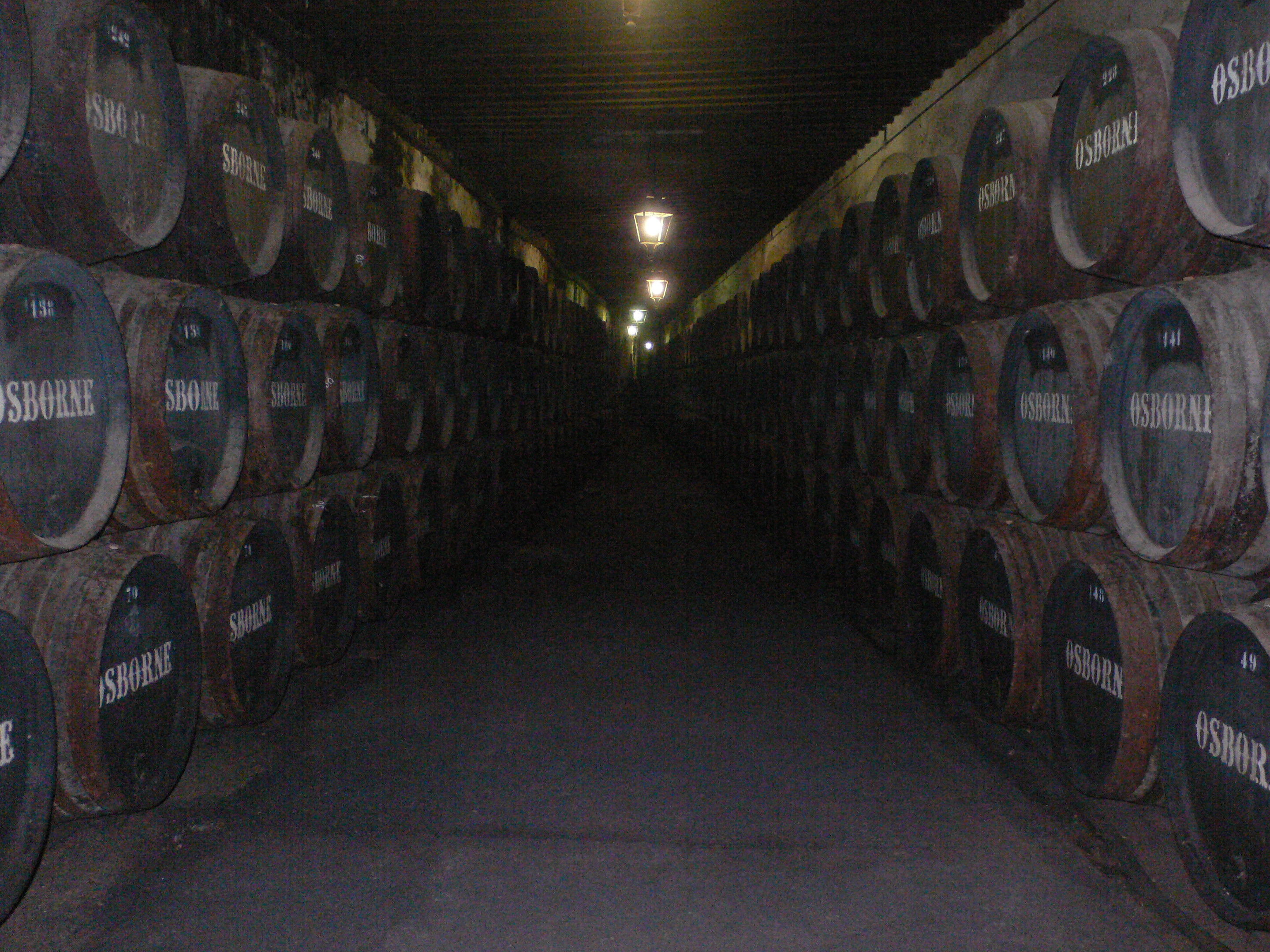
エル・プエルト・デ・サンタ・マリアにあるオズボーンの貯蔵庫
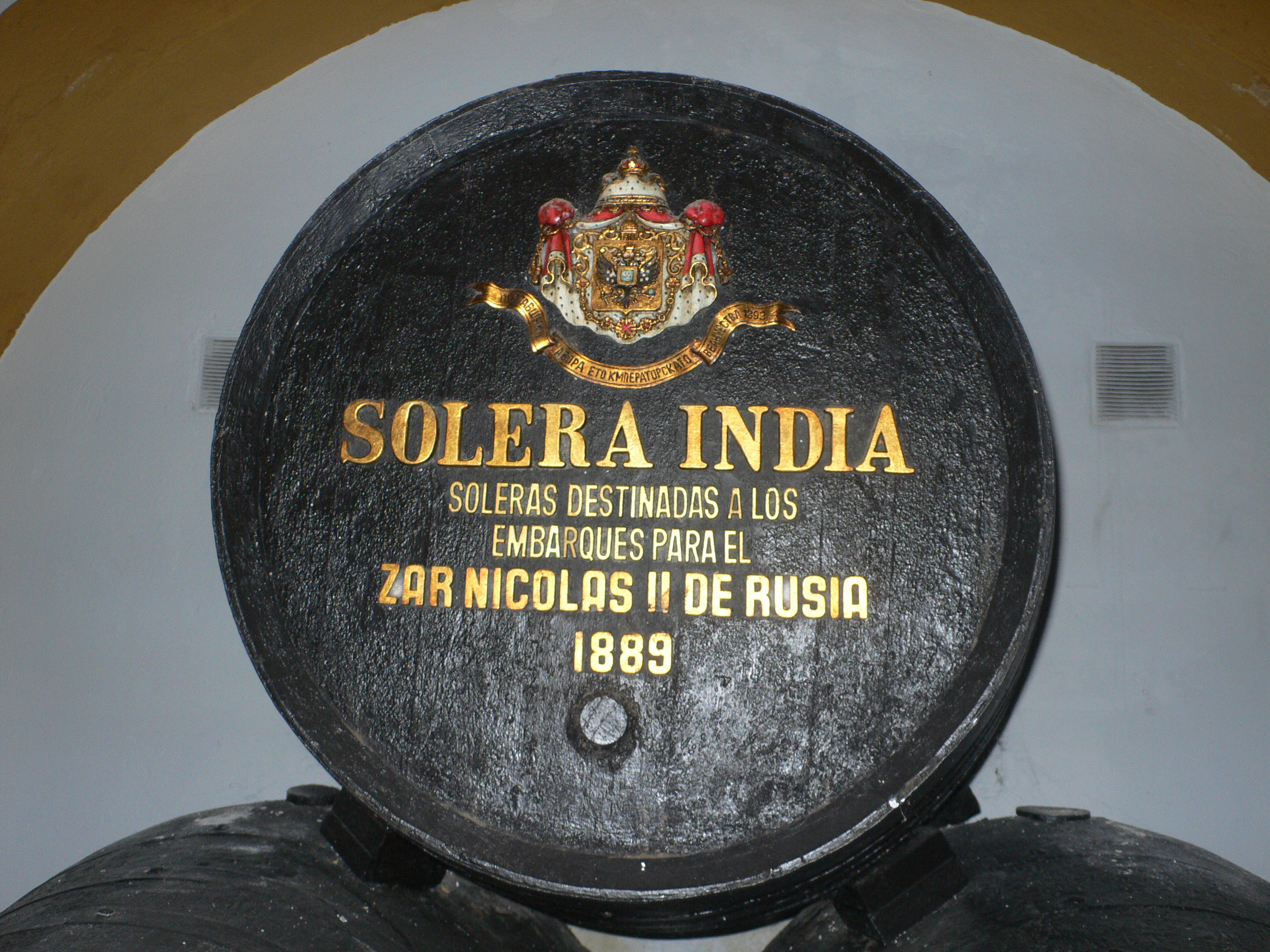
ロシア皇帝ニコライ2世のために保管されているシェリーの樽
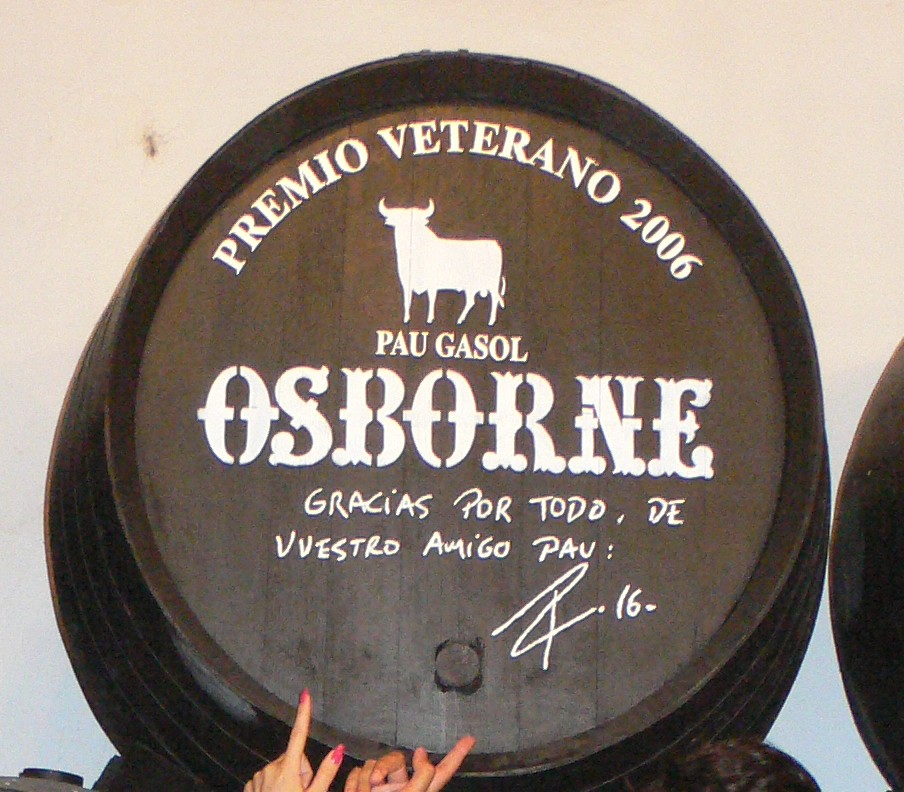
パウ・ガソルのサイン入りの樽